# Mladen Majdak
Mladen Majdak est un joueur de volley-ball monténégrin né le 4 juillet 1981 à Novi Pazar (district de Raška). Il mesure 2,01 m et joue attaquant. Il totalise 9 sélections en équipe du Monténégro

## Clubs
| Club                | De           | À             |
| ------------------- | ------------ | ------------- |
| OK Novi Pazar       | 1997-1998    | 1997-1998     |
| Budvanska Rivijera  | 1998-1999    | 2002-2003     |
| Buducnost Podgorica | 2003-2004    | 2004-2005     |
| Ancône Dorica       | 2005-2006    | 2005-2006     |
| Erdemir Spor        | 2006-2007    | 2006-2007     |
| Aris Salonique      | 2007-2008    | 2007-2008     |
| Al Arabi            | 2008         | 2008          |
| FL Saint-Quentin    | 2008-2009    | 2010-2011     |
| VK Tioumen          | 2011-2012    | 2011-2012     |
| OK Novi Pazar       | oct 2012     | décembre 2012 |
| Tourcoing LMVB      | janvier 2013 | ...           |

## Palmarès
- Championnat de Serbie-et-Monténégro (2) :
  - Vainqueur : 2001, 2003, 2005
- Coupe de Serbie-et-Monténégro (2) :
  - Vainqueur : 2001, 2002